# 백인철 (배우)
백인철(본명: 이용진, 1947년 5월 23일 ~ )은 대한민국의 연극배우 겸 연기자이자 연극평론가이다.

## 생애
1968년 연극배우 첫 데뷔한 그는 이후 1973년 MBC 문화방송 공채 탤런트 6기로 정식 데뷔했다.
전국예능인노동조합 5대 위원장을 지냈다.

## 연기 활동

### 텔레비전 드라마
- 1971년 MBC 주간드라마 《수사반장》
- 1973년 MBC 반공드라마 《113 수사본부》
- 1978년 MBC 어린이드라마 《우주탐험대》
- 1978년 MBC 주말연속극 《바람은 불어도》
- 1979년 MBC 일일연속사극 《최후의 증인》
- 1979년 MBC 일일연속사극 《소망》
- 1980년 MBC 농촌드라마 《전원일기》
- 1981년 MBC 정치드라마 《제1공화국》 - 김책 역
- 1982년 MBC 6.25특집극 《포로들》- 배태인 역
- 1982년 MBC 월화드라마 《이용익》
- 1983년 MBC 대하드라마 《추동궁 마마》 - 목인해 역
- 1983년 MBC 반공드라마 《3840 유격대》
- 1983년 MBC 일일연속극 《간난이》
- 1984년 MBC 3.1절특집극 《조선총독부》 - 한규설 역
- 1985년 MBC 대하드라마 《풍란》
- 1985년 MBC 특집드라마 《아! 내 고장》
- 1985년 MBC 금요드라마 《억새풀》
- 1986년 MBC 대하드라마 《회천문》- 후금의 건국자 누르하치 역
- 1986년 MBC 대하드라마 《남한산성》- 후금의 건국자 누르하치 역
- 1987년 KBS 수목드라마《욕망의 문》
- 1987년 KBS 대하드라마《토지》 - 김두수 역
- 1989년 KBS 수목드라마 《무풍지대》 - 이석재 역
- 1989년 MBC 정치드라마 《제2공화국》 - 김종원 역
- 1989년 MBC TV피처 《독도 수비대》- 김종원 역
- 1990년 KBS 월화드라마 《파천무》 - 홍윤성 역
- 1990년 KBS 대하드라마 《여명의 그날》 - 성시백 역
- 1990년 KBS 추석특집극 《몽기미 풍경》
- 1990년 KBS 주말연속극 《야망의 세월》
- 1992년 KBS 대하드라마 《삼국기》 - 계진 역
- 1993년 KBS 월화드라마 《일월》
- 1994년 KBS 수목드라마 《폴리스》 - 백회장 역
- 1994년 MBC 월화드라마 《새야 새야 파랑새야》
- 1995년 KBS 월화드라마 《장녹수》 - 유자광 역
- 1995년 KBS 대하드라마 《찬란한 여명》 구로다 키요다카 역
- 1996년 SBS 드라마 스폐셜 《형제의 강》
- 1998년 KBS 주말연속극 《야망의 전설》 - 중앙정보부 부장 김진명 역
- 2000년 KBS 대하드라마 《태조 왕건》 - 환선길 역
- 2000년 ~ 2001년 MBC 수목드라마 《황금시대》
- 2002년 KBS 대하드라마 《제국의 아침》 - 염상 역
- 2002년 KBS 수목드라마 《태양인 이제마》 - 황직수 역
- 2003년 SBS 대하사극 《왕의 여자》 - 신립 역
- 2006년 SBS 대하사극 《연개소문》 - 소정방 역
- 2007년 MBC 일일시트콤 《거침없이 하이킥》 - 나문희의 오빠 나인철 역 (특별출연)
- 2009년 MBC 수목미니시리즈 《돌아온 일지매》 - 손석주 역
- 2012년 MBC 대하드라마 《무신》 - 이자성 역

### 연극
- 1968년 《석가모니》(명동 국립극장) ... 젊은날의 싯다르타 왕자 역
- 1969년 《포경선》(종로 YMCA) ... 키이니 선장 역
- 1969년 《그 입술에 패인 그늘》(신동엽 작, 명동 유네스코회관)
- 2010년 《사나이 와타나베... 완전히 삐지다》(백암아트홀) ... 와타나베 역
- 2016년 《놀부전》(용산아트홀 대극장) ... 놀부 역